# رشک (فیلم ۲۰۰۹)
«رشک» (ترکی استانبولی: Kıskanmak) یک فیلم است که در سال ۲۰۰۹ منتشر شد.